# Rudolf Scharinger
Rudolf Scharinger (* 25. November 1965) ist ein österreichischer Politiker (SPÖ). Er war von 2015 bis 2021 Bürgermeister der oberösterreichischen Stadt Traun.

## Leben
Er machte seine Matura an einer Höheren Technischen Lehranstalt. Danach trat er in das großelterliche Elektronikfachgeschäft ein, das er ab 1991 als Geschäftsführer leitete.
Rudolf Scharinger ist verheiratet und hat zwei Kinder.

## Politischer Werdegang
Mitglied des Trauner Gemeinderates war Rudolf Scharinger seit 2009, ab 2013 als Vizebürgermeister. Nachdem der Bürgermeister Harald Seidl (SPÖ) nicht mehr zur Wahl antrat, wurde Scharinger im Oktober 2015 in einer Stichwahl mit 66,74 Prozent der gültigen Stimmen als neuer Bürgermeister gewählt. Das Amt trat er im November 2015 an. Als Bürgermeister war Rudolf Scharinger auch Stadtparteivorsitzender der SPÖ.
Bei den Gemeinderats- und Bürgermeisterwahlen 2021 lag Scharinger mit 37,65 Prozent der gültigen Stimmen vor dem ÖVP-Herausforder Karl-Heinz-Koll. Die notwendige Stichwahl gewann Koll mit 53,86 Prozent der gültigen Stimmen und wurde damit der erste ÖVP-Bürgermeister der Stadt Traun seit 1945. 